# Islandia na Letnich Igrzyskach Olimpijskich 1960
Letnie Igrzyska Olimpijskie 1960 były siódmymi w historii Islandii igrzyskami olimpijskimi. Żadnemu zawodnikowi nie udało się zdobyć medalu.

## Wyniki zawodników

### Lekkoatletyka

#### Mężczyźni

##### Konkurencje biegowe
| Zawodnik            | Konkurencja                | Eliminacje | Eliminacje | Ćwierćfinały | Ćwierćfinały | Półfinały   | Półfinały   | Finał | Finał   | Źródło |
| Zawodnik            | Konkurencja                | Czas       | Pozycja    | Czas         | Pozycja      | Czas        | Pozycja     | Czas  | Pozycja | Źródło |
| ------------------- | -------------------------- | ---------- | ---------- | ------------ | ------------ | ----------- | ----------- | ----- | ------- | ------ |
| Hilmar Þorbjörnsson | Bieg na 100 m              | 10.9       | 4.         | NQ           | NQ           | NQ          | NQ          | NQ    | NQ      | [ 1 ]  |
| Svavar Markússon    | Bieg na 800 m              | 1:52.7     | 5.         | NQ           | NQ           | NQ          | NQ          | NQ    | NQ      | [ 2 ]  |
| Svavar Markússon    | Bieg na 1500 m             | 3:47.1     | 7.         | Nie dotyczy  | Nie dotyczy  | Nie dotyczy | Nie dotyczy | NQ    | NQ      | [ 3 ]  |
| Pétur Rögnvaldsson  | Bieg na 110 m przez płotki | 15.2       | 6.         | NQ           | NQ           | NQ          | NQ          | NQ    | NQ      | [ 4 ]  |

##### Konkurencje techniczne
| Zawodnik             | Konkurencja   | Eliminacje | Eliminacje | Finał   | Finał   | Źródło |
| Zawodnik             | Konkurencja   | Wynik      | Pozycja    | Wynik   | Pozycja | Źródło |
| -------------------- | ------------- | ---------- | ---------- | ------- | ------- | ------ |
| Jón Pétursson        | Skok wzwyż    | 1,95 m     | 22.        | NQ      | NQ      | [ 6 ]  |
| Valbjörn Þorláksson  | Skok o tyczce | 4,20 m     | 14.        | NQ      | NQ      | [ 8 ]  |
| Vilhjálmur Einarsson | Skok w dal    | 6,76 m     | 42.        | NQ      | NQ      | [ 9 ]  |
| Vilhjálmur Einarsson | Trójskok      | 15,74 m    | 8. Q       | 16,37 m | 5.      | [ 10 ] |

##### Wieloboje
| Zawodnik      | Konkurencja   |          | 100 m   | Skok w dal | Kula    | Skok wzwyż | 400 m   | 110 m ppł. | Dysk    | Tyczka  | Oszczep | 1500 m  | Wynik końcowy | Źródło |
| ------------- | ------------- | -------- | ------- | ---------- | ------- | ---------- | ------- | ---------- | ------- | ------- | ------- | ------- | ------------- | ------ |
| Björgvin Hólm | Dziesięciobój | Rezultat | 11.8    | 6,93 m     | 13,58 m | 1,75 m     | 51.8    | 16,2       | 39,5 m  | 3,30 m  | 57,45 m | 4:40.6  | 14.           | [ 11 ] |
| Björgvin Hólm | Dziesięciobój | Punkty   | 650 pkt | 764 pkt    | 728 pkt | 711 pkt    | 716 pkt | 557 pkt    | 612 pkt | 438 pkt | 676 pkt | 409 pkt | 6261 pkt      | [ 11 ] |

### Pływanie

#### Mężczyźni
| Zawodnik           | Konkurencja           | Eliminacje | Eliminacje | Półfinały | Półfinały | Finał | Finał   | Źródło |
| Zawodnik           | Konkurencja           | Czas       | Pozycja    | Czas      | Pozycja   | Czas  | Pozycja | Źródło |
| ------------------ | --------------------- | ---------- | ---------- | --------- | --------- | ----- | ------- | ------ |
| Gudmunður Gíslason | 100 m stylem dowolnym | 1:00.8     | 6.         | NQ        | NQ        | NQ    | NQ      | [ 12 ] |

#### Kobiety
| Zawodnik               | Konkurencja           | Eliminacje | Eliminacje | Półfinały | Półfinały | Finał | Finał   | Źródło |
| Zawodnik               | Konkurencja           | Czas       | Pozycja    | Czas      | Pozycja   | Czas  | Pozycja | Źródło |
| ---------------------- | --------------------- | ---------- | ---------- | --------- | --------- | ----- | ------- | ------ |
| Ágústa Þorsteinsdóttir | 100 m stylem dowolnym | 1:07.5     | 6.         | NQ        | NQ        | NQ    | NQ      | [ 13 ] |